# 徐州西站
徐州西站是一个陇海线上的铁路车站，位于江苏省徐州市惠工东村，建于1915年，目前为一等站，邮政编码为221007。目前客运：办理旅客乘降；行李、包裹托运；货运：办理整车、零担、集装箱货物发到。

## 历史
1915年5月，铜山县站旅客候车室在徐州府北门外破土动工。车站位于津浦铁路徐州站以西，徐州当地人习称北站。车站站房随陇海铁路一道由比利时人设计承建，建筑为坐北朝南砖石结构，木质门窗，块石基础砖墙、硬山，南向各有五个圆门，东西向山墙有两个圆门，中间的圆门高大耸立，整体建筑呈简洁典雅的欧式建筑。
1990年徐州北编组站建成，经铁道部批准，原徐州北站更名为徐州西站。1991年徐州新客站建设时，徐州西站为其客运分流车站之一。2000年，铁路运输生产力布局调整时，徐州西站整建制并入徐州北站，成为“站属站”。